# Lacul Vänern

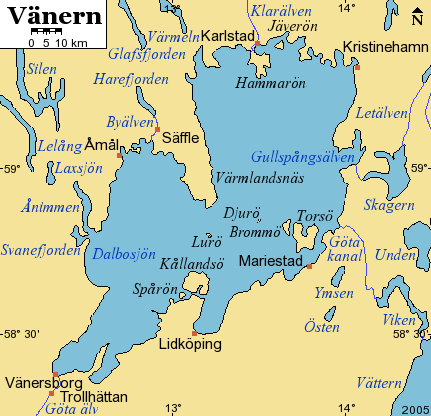
Lacul Vänern

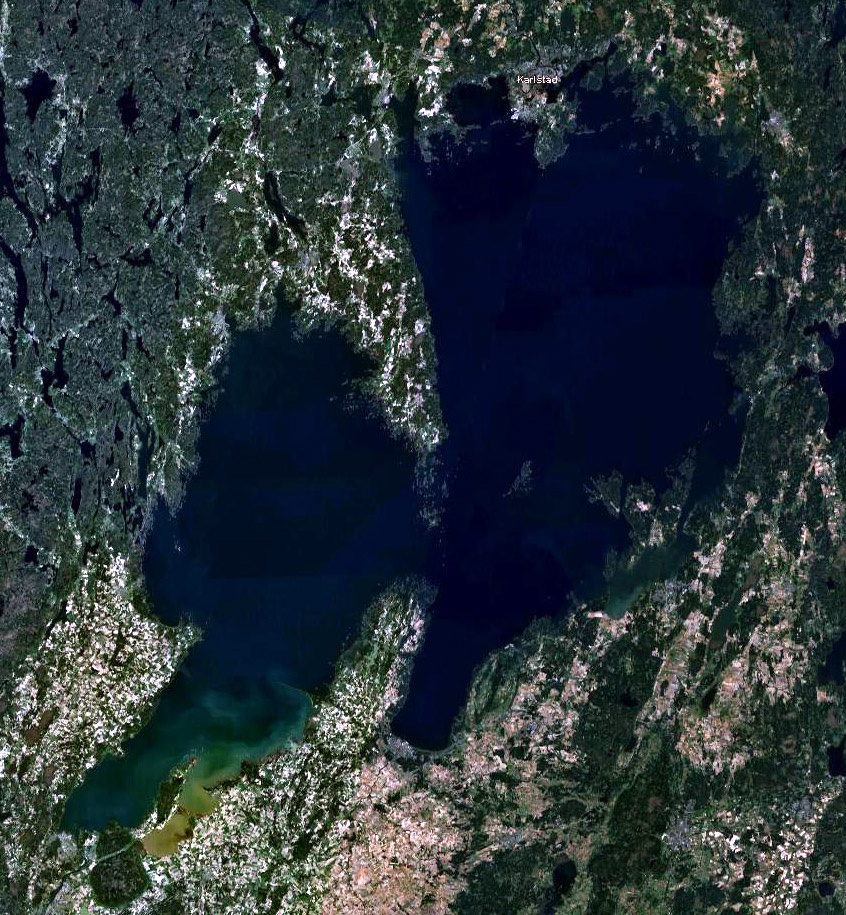
Lacul Vänern

Lacul Vänern este un lac situat între regiunile regiunilor istorice Dalsland, Värmland și Västergötland, în sud-vestul Suediei. Lacul este amplasat la altitudinea de 44 m deasupra n.m., are adâncimea maximă de 106 m și se întinde pe o suprafață de 5.648 km², fiind cel mai mare lac în Suedia. Lacul are un volum de 153 km3, el fiind cel mai mare rezervor de apă dulce din Europa. Lacul Vänern are un perimetru de ca. 2000 km el este gâtuit în dreptul peninsulei Värmlandsnäs și insulei Kållandsö, partea de vest a lacului este denumită Dalbosjön, iar partea de lac la est de gâtuitură este numit Värmlandssjön. Insulele mai mari ale lacului sunt: Torsö, (61 km²), Kållandsö, (57 km²) și Hammarö (47 km²). În total lacul are ca. 22.000 de insule. Lacul Vänern împreună cu canalele Trollhätte și Göta, formează o cale nautică care travesează Suedia, făcând legătura între orașele Göteborg și Stockholm. Conform cercetărilor geologice lacul s-a format în ultima perioadă de glaciațiune. În lac trăiesc 35 de specii de pești. Lacul este alimentat de Klarälven, el fiind deversat prin 	Göta älv. Pe malul lacului se află localitățile: Säffle, Trollhättan, 	Karlstad, Kristinehamn, Lidköping, Mariestad, Vänersborg și Åmål.  